# 趙石溪
趙石溪（1909年6月29日—1995年9月25日），字公皎。遼寧省瀋陽市人。民國37年（1948年）在教育會東北區當選第一屆立法委員

## 生平[1][2]
- 國立東北大學中國文學系畢業
- 中國邊疆文化促進會研究組副主任
- 經濟部專員
- 中國國民黨中央組織部科長
- 國立東北大學教授、訓導長